# Dragon Ball Z: Super Saiyajin da Son Gokū
Dragon Ball Z: Chúa tể Ốc Sên (ドラゴンボールZ 超サイヤ人だ孫悟空 Doragon Bōru Zetto Sūpā Saiyajin da Son Gokū) là bộ phim hoạt hình Dragon Ball Z thứ 4. Được sản xuất tại Nhật Bản vào ngày 19 tháng 3 năm 1991 và tại Hoa Kỳ vào ngày 7 tháng 8 năm 2001.

## Lồng tiếng
| Nhân vật     | Lồng tiếng (Tiếng Nhật) | Lồng tiếng (Tiếng Anh) |
| ------------ | ----------------------- | ---------------------- |
| Goku         | Nozawa Masako           | Sean Schemmel          |
| Gohan        | Nozawa Masako           | Stephanie Nadolny      |
| Piccolo      | Furukawa Toshio         | Christopher Sabat      |
| Krillin      | Tanaka Mayumi           | Sonny Strait           |
| Yajirobe     | Tanaka Mayumi           | Mike McFarland         |
| Bulma        | Tsuru Hiromi            | Tiffany Vollmer        |
| Chi-Chi      | Watanabe Naoko          | Cynthia Cranz          |
| Oolong       | Tatsuta Naoki           | Bradford Jackson       |
| Quy lão Kamê | Miyauchi Kōhei          | Mike McFarland         |
| Rồng thiêng  | Utsumi Kenji            | Christopher Sabat      |
| King Kai     | Yanami Jōji             | Sean Schemmel          |
| Icarus       | Tatsuta Naoki           | Christopher Sabat      |
| Angira       | Nanba Keiichi           | John Burgmeier         |
| Kakûja       | Iizuka Shōzō            | Christopher Sabat      |
| Zeiun        | Totani Kōji             | Bradford Jackson       |
| Doradobo     | Gōri Daisuke            | John Freeman           |
| Medamatcha   | Hori Yukitoshi          | Sean Schemmel          |
| Slug         | Yara Yusaku             | Brice Armstrong        |
| Narrator     | Yanami Jōji             | Kyle Hebert            |

## Âm nhạc
- Opening Song
  1. "CHA-LA HEAD-CHA-LA" (Chara Hetchara)
    - Lời: Mori Yukinojō, Nhạc: Kiyoka Chiho, Arrangement: Yamamoto Kenji, Thể hiện: Kageyama Hironobu
      - Lời bài hát
- Introduction Song
  1. 口笛の気持ち (Kuchibue no Kimochi The Feeling of Whistling?)
    - Biểu diễn bởi Ueshiba Hajime
- Ending Song
  1. 「ヤ」なことには　元気玉!! ("Ya" na Koto ni wa Genki-Dama!! There's a Genki-Dama in Bad Things!!?)
    - Lời: Satō Dai, Nhạc: Kiyoka Chiho, Arrangement: Yamamoto Kenji, Thể hiện: Kageyama Hironobu, Chorus: Shines
      - Lời bài hát